# Orza (recipiente)

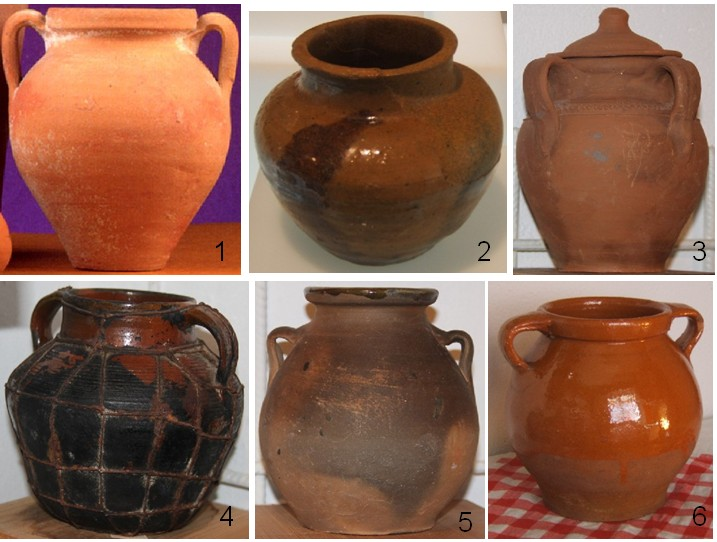
Seis tipos de "orza de barro" en España: (1) orza romana del siglo I (Murcia), (2) orza árabe del siglo X de Medina Azahara (Córdoba), (3) orza de Peñas de San Pedro (Albacete), (4) orza de Tamames (Salamanca), (5) orza de Campo Real (Madrid) y (6) olla de Alcorcón (Madrid).

Orza es una vasija de la familia de las ollas, de boca ancha, aunque más cerrada que en estas, base plana y recogida, con dos o más asas o sin ellas, y vidriada en el interior y en su tercio superior exterior. Tiene como variedades el orzo (que Menéndez Pidal hace derivar del «urceus» latino) y la orzuela u orcilla, vasija menor de la serie alfarera. Se fabrican de muy diferentes tamaños, desde medio litro hasta diez litros de capacidad y, en algunos alfares, mayores. Empleada para conservar en aceite la matanza y otros alimentos: queso, berenjenas, pimientos, etc. 
Su etimología, para Corominas y el DRAE: del latín urceus, jarra, jarro u olla. Para el renacentista Antonio de Nebrija: vaso de barro, haciendo derivar la voz orça del latín orca-ae (tinaja).

## Orzas de barro
En algunos alfares de Aragón se llamaba así a las cazuelas mondongueras o de conserva, las mayores con capacidad para cuarenta y cinco litros, con cuatro asas y vidriadas del todo (así en Tobed).

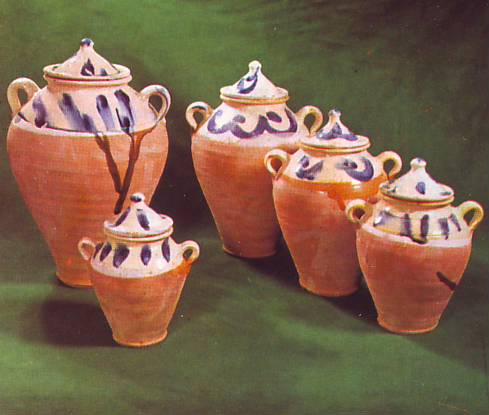
Orzas de Albox (Almería). Museo de Artes y Costumbres Populares de Sevilla.

En los años 1970, en el importante foco alfarero alicantino de Agost, el único obrador que hacía orzas vidriadas era el de Pedro Mollá Castelló. Las más grandes, con capacidad para treinta y cinco litros, presentaban cuatro asas, siendo lo habitual que tuvieran solo dos.
También son típicas las orzas de matanza de Lucena (Córdoba), donde tradicionalmente se diferenciaban siete tamaños, cada uno con su denominación propia: arrobera, cuartillera, pastoril, perrenga grande, perrenga chica, orza chica y levaudera; todas ellas vidriadas, de perfil panzudo y con dos asas y borde resaltado, decoradas con una cenefa vegetal (las más pequeñas) o un ramo (las grandes). El dibujo, estilizado y bello, por sencillo, se consigue con verde de cobre, manganeso marrón y ocre.

## Orzas de libro
Las orzas, esas desconocidas del siglo XXI, van y vienen por las páginas de la literatura en lengua castellana, desde los Documentos de los Reyes Católicos o las páginas pícaras de Hurtado de Mendoza, hasta las doradas de Lope o Cervantes, y cruzando el Atlántico con el exilio español, desembarcan en las Cosmogonías del alba en el poema Quetzalcoalt, de Agustí Bartra:

El nuevo sol de todos se mordía en la hierba.

Cuando luna y colina fueron en los recuerdos

una sola dulzura, los anales del reno

entraron en las cuevas.

Y el cielo descendió

a las pintadas orzas ...

Quetzalcoalt. Agustí Bartra.

## Orzas de bodegón

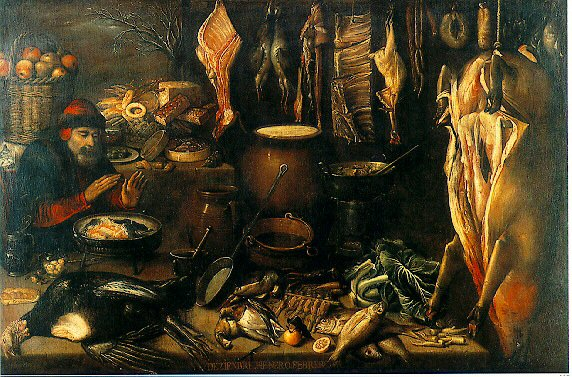
Alegoría pictórica sobre El Invierno (1638), de Francisco Barrera; que con las otras tres estaciones se exhibe en el Museo de Bellas Artes de Sevilla. Centrada, entre la gran tinaja y la cazuela caliente, una orza junto a un almirez.
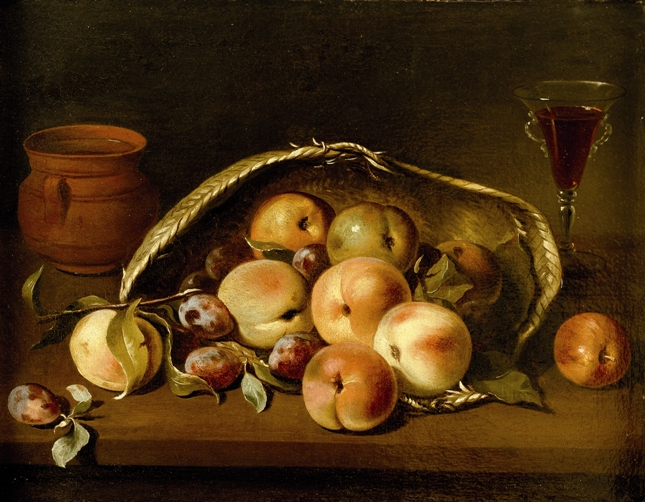
Pedro de Camprobín: Cesto de melocotones y ciruelas saliendo de un capazo, y a la izquierda una "orcilla" con agua; a la derecha una copa de cristal. Óleo sobre lienzo, firmado en 1654. Museo Nacional del Prado (Madrid).
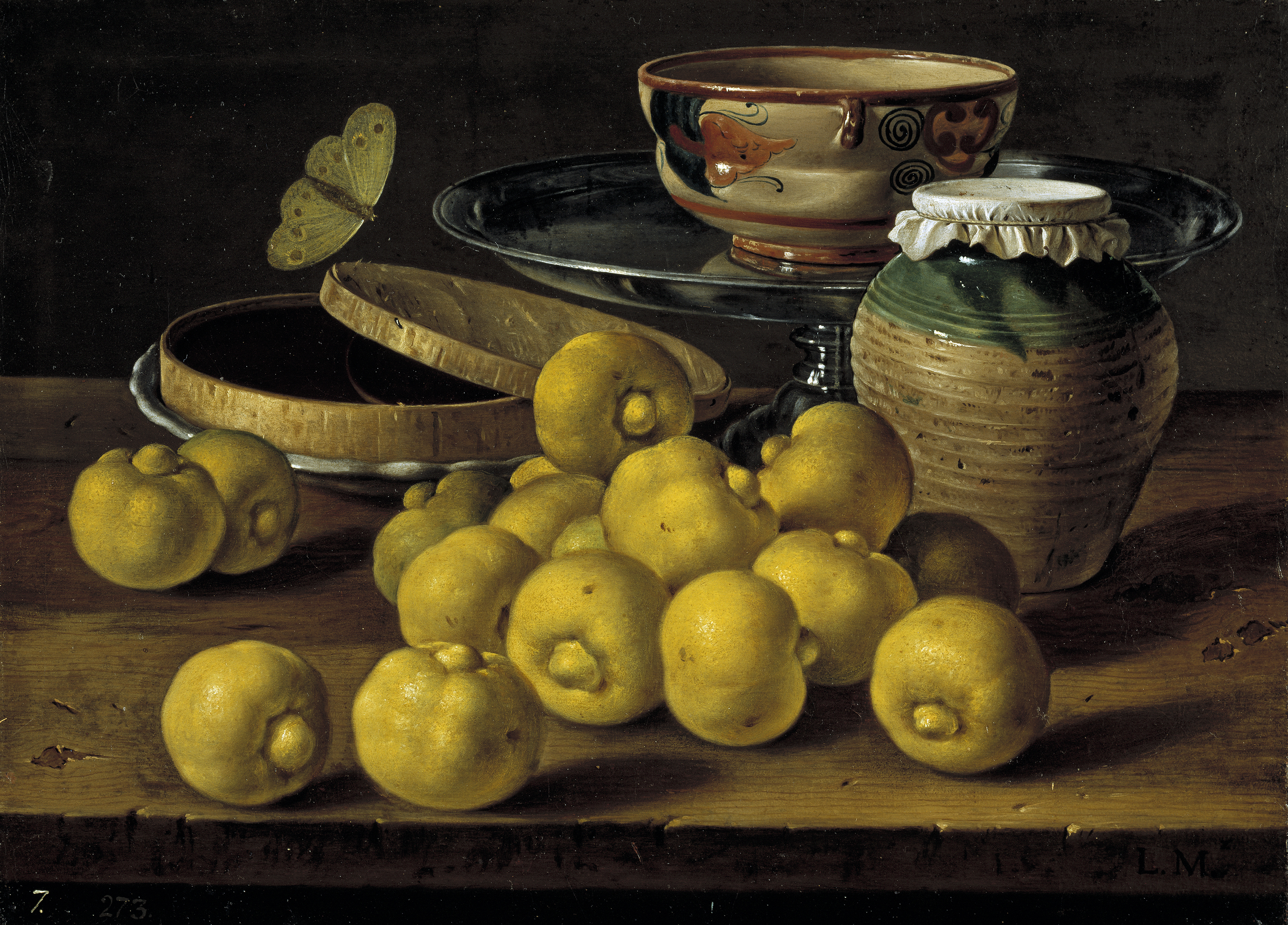
Bodegón de Luis Meléndez (ca. 1760) en el Museo del Prado, con limas, orza de miel con 'babero' vidriado en verde, caja de dulce, salvilla de peltre, sobre la que hay una vasija de loza mexicana, y mariposa.